# Битва при Доростоле (968)
Битва при Доростоле — сражение, состоявшееся весной 968 года близ болгарского города Доростола (ныне Силистра), в котором древнерусское войско под предводительством киевского князя Святослава Игоревича одержало победу над войском Болгарского царства. После известия о поражении болгарский царь Пётр I отрёкся от престола. Вторжение русского князя Святослава стало тяжёлым ударом для Болгарского царства, которое до 971 года уступило свои восточные земли Византийской империи.

## Предыстория конфликта
Начиная 940-х годов мадьяры начали совершать регулярные набеги на Болгарию. Несмотря на подъём Болгарии и признание царского титула византийцами, которые не признавали ранее правителей Болгарии царями, царь Пётр I оказался не в состоянии остановить венгров. Поскольку византийцы не пожелали оказать какую-либо помощь, он заключил с мадьярами союз, дав им возможность прохода через свои владения для нападений на византийскую Фракию. В ответ на это византийский император Никифор II Фока с помощью богатых даров сподвиг Святослава, который, как писал В. Н. Татищев, и без этого был недоволен вмешательством дунайских болгар во внутренние дела подвластной ему Хазарии, выступил на поход в Болгарию.
Согласно использовавшему не дошедшие до нас исторические источники В. Н. Татищеву, по пути Святослав встретил на Днестре очень сильное войско дунайских болгар, хазар, касогов и ясов и вынужден был отклониться от маршрута и двинуться вверх по Днестру, чтобы для победы соединиться с войском союзных ему венгров.

## Битва
Святослав привёл 60 тысяч воинов, (согласно другим источникам 10 тысяч воинов, что более реально для экономической системы Руси второй половины X века) и начал свою кампанию на Дунае только в начале весны 968 года. Столкновение с болгарским войском, насчитывавшим 30 тысяч человек, произошло близ Доростола. Бой продолжался весь день. В результате болгары были разбиты и отступили к Доростолу, выдержав в нём осаду.

## Последствия
Русская армия заставила болгаров отступить, те заняли Доростол однако и там были побеждены, оно захватило 80 других крепостей. Из-за вестей об осаде Киева печенегами Святослав Игоревич был вынужден возвратиться на Русь. Однако уже на следующий год он вернулся и разорил восточноболгарские земли.